# Paolo Pesenti
Paolo Pesenti (* 6. Oktober 1961 in Bergamo, Italien) ist ein US-amerikanischer Nationalökonom und ehemaliger Professor an der Princeton University in New Jersey.

## Leben
Pesenti studierte an der Wirtschaftsuniversität Luigi Bocconi (Italien), Wirtschafts- und Sozialwissenschaft sowie an der Yale University (USA), Wirtschaftswissenschaft. Nach seinem Abschluss 1988 wurde er 1991 an selbiger Universität promoviert. Presenti erhielt die US-amerikanische Staatsbürgerschaft.
Er wurde zusammen mit Laura Bottazzi und Eric van Wincoop mit der Hicks-Tinbergen Medaille der European Economic Association ausgezeichnet, für die Veröffentlichung von ausgezeichneten Artikeln im European Economic Review im September 1998.

## Veröffentlichungen
- Financial Markets and European Monetary Cooperation. The Lessons of the 1992-93 ERM Crisis, mit Willem Buiter and Giancarlo Corsetti, New York, NY and Cambridge, UK: Cambridge University Press, 1998
- Would protectionism defuse global imbalances and spur economic activity? A scenario analysis. Mit Hamid Faruqee, Douglas Laxton, and Dirk Muir, Journal of Economic Dynamics and Control
- The Economics of Currency Crises and Contagion: An Introduction. Mit Cédric Tille, Federal Reserve Bank of New York Economic Policy Review, 6, (3), September 2000, pp. 3–16
- Paper Tigers? A Model of the Asian Crisis, European Economic Review,  43, (7), June 1999, pp. 1211–1236